# Goniocorella
Genre
Goniocorella est un genre de coraux durs de la famille des Caryophylliidae.

## Liste d'espèces
Selon ITIS (28 juin 2015) et World Register of Marine Species (28 juin 2015) comprend l'espèce suivante :
- Goniocorella dumosa (Alcock, 1902)